# جبهة ترانسبايكال
جبهة ترانسبايكال (بالروسية: Забайкальский фронт)‏ كانت جبهة تشكلت في 15 سبتمبر 1941، على أساس منطقة ترانسبايكال العسكرية. في البداية، شملت الجيشين السابع عشر والسادس والثلاثين، ولكن في أغسطس 1942 أُضيف إليها الجيش الجوي الثاني عشر، وأخيرًا، في يونيو ويوليو 1945، الجيشان التاسع والثلاثون والثالث والخمسون، وجيش دبابات الحرس السادس، ومجموعة الفرسان الآلية المنغولية السوفيتية تحت قيادة عيسى بلييف.
من سبتمبر 1941 إلى يناير 1945، أرسلت جبهة ترانسبايكال إلى الجبهات السوفيتية في أوروبا حوالي 300 ألف جندي، و1440 دبابة، و2230 مدفع.

## القوات
في الأول من نوفمبر عام 1941، ضمت الجبهة القوات:
- الجيش السابع عشر
  - فرقة البنادق الآلية 36
  - فرقة البنادق الآلية 57
  - وفرقة الدبابات 61
  - أربع فرق جوية (اثنتان مقاتلتان وواحدة قاذفة وفرقة الطيران المختلطة 84)

- الجيش السادس والثلاثين
  - فرقة البنادق 94
  - وفرقة البنادق 210
  - فرقة الفرسان 51
  - المناطق المحصنة 31 و32
  - فرقة الدبابات 111

- كتيبتين دبابات مستقلتين
- فرقة الطيران الهجومية 89
- القوات الأمامية
  - فرقة البندقية رقم 209. [1]

وفي الأول من مايو عام 1945، ضمت الجبهة:
- الجيش السابع عشر
  - فيلق البنادق الخامس والثمانين (فرقتي البنادق الآلية 36 و57)
  - فرقة البنادق 284
  - فرقة الدبابات 61

- الجيش السادس والثلاثين
  - فيلق البنادق السادس والثمانين (فرقتي البنادق 94 و 298 )
  - فرق البنادق 209 و210 و278
  - المنطقة المحصنة 31
  - فيلق البنادق الثاني (فرق البنادق 103 و275 و292)
  - فرقة البنادق 293
  - وفرقة الفرسان 59

- ووحدات أخرى على مستوى الجبهة. [2]

## الغزو السوفييتي لمنشوريا
شاركت الجيوش والفيالق الأمامية بقيادة روديون مالينوفسكي في الغزو السوفييتي لمنشوريا خلال أغسطس 1945 وهزمت جيش كوانتونغ التابع للجيش الإمبراطوري الياباني. لم يستمر القتال سوى أسبوع واحد تقريباً عندما قرأ الإمبراطور الياباني هيروهيتو الجيوكوون هوسو في 15 أغسطس وأعلن وقف إطلاق النار في المنطقة في 16 أغسطس. وكانت القوات السوفييتية قد توغلت بالفعل في عمق مانشوكو بحلول ذلك الوقت. واصلت القوات تقدمها دون معارضة كبيرة إلى أراضي مانشوكو، ووصلت إلى موكدين، وتشانغتشون، وتشيتشيهار بحلول 20 أغسطس. وفي الوقت نفسه، تعرضت منججيانغ للغزو من قبل الجيش الأحمر وحلفائه المغول، وتم الاستيلاء على قويهوا بسرعة. تم القبض على إمبراطور مانشوكو (والإمبراطور السابق للصين)، بويي، من قبل الجيش الأحمر السوفييتي وأُرسل إلى تشيتا. 
بعد العملية التي جرت في 9 أكتوبر 1945، حٌلت جبهة ترانسبايكال وأُعيد تنظيمها في منطقة ترانسبايكال-أمور العسكرية.

## القادة الأعلى للجبهة
- ميخائيل كوفاليوف (يوليو 1941 – يوليو 1945)
- روديون مالينوفسكي (يوليو – أكتوبر 1945)